# 昭和学院秀英中学校・高等学校
昭和学院秀英中学校・高等学校（しょうわがくいんしゅうえいちゅうがっこう・こうとうがっこう）は、千葉県千葉市美浜区にある私立中学校、高等学校。略称は昭和秀英（しょうわしゅうえい）。

## 沿革
- 1940年（昭和15年）
  - 1月23日 - 昭和女子商業学校設置認可
  - 4月1日 - 昭和女子商業学校開校
- 1947年（昭和22年）5月17日 - 昭和学院中学校設置認可・開校、現在に至る
- 1948年（昭和23年）
  - 3月31日 - 昭和学院高等学校設置認可
  - 4月1日 - 昭和学院高等学校開校、現在に至る
- 1949年（昭和24年）12月26日 - 昭和学院小学校設置認可
- 1950年（昭和25年）4月1日 - 昭和学院小学校開校、現在に至る
- 1950年（昭和25年）
  - 3月14日 - 昭和学院短期大学設置認可
  - 4月1日 - 昭和学院短期大学開学、現在に至る
- 1951年（昭和26年）2月21日 - 学校法人昭和学院設立認可
- 1958年（昭和33年）
  - 3月31日 - 昭和学院栄養専門学校設置認可
  - 4月1日 - 昭和学院栄養専門学校開校
- 1967年（昭和42年）
  - 3月31日 - 昭和学院幼稚園設置認可
  - 4月1日 - 昭和学院幼稚園開園、現在に至る
- 1983年（昭和58年）
  - 3月7日 - 昭和学院秀英高等学校（男女）設置認可
  - 4月1日 - 昭和学院秀英高等学校開校、現在に至る[2]
- 1985年（昭和60年）
  - 3月28日 - 昭和学院秀英高等学校附属中学校（男女）設置認可
  - 4月1日 - 昭和学院秀英高等学校附属中学校開校[2]
- 1990年（平成2年）1月23日 - 昭和学院創立50周年を迎える
- 1993年（平成5年）4月1日 - 昭和学院秀英高等学校創立10周年を迎える。昭和学院短期大学被服科を生活文化科に変更する
- 1994年（平成6年）11月3日 - 市制施行60周年にあたり創立者伊藤友作、市川市名誉市民賞受賞
- 1996年（平成8年）4月1日 - 昭和学院秀英高等学校附属中学校の校名を昭和学院秀英中学校と変更する
- 1999年（平成11年）4月1日 - 昭和学院短期大学国文科を日本語日本文学科に変更する
- 2000年（平成12年）
  - 1月23日 - 昭和学院創立60周年を迎える
  - 4月1日 - 昭和学院短期大学ヘルスケア栄養学科を新設する
- 2001年（平成13年）3月31日 - 昭和学院栄養専門学校廃止
- 2003年（平成15年）4月1日 - 昭和学院秀英高等学校創立20周年を迎える
- 2005年（平成17年）4月30日 - 昭和学院秀英中学校校舎増築完成
- 2007年（平成19年） - 昭和学院秀英中学校・高等学校校舎増築工事開始
- 2008年（平成20年） - 昭和学院秀英中学校・高等学校校舎増築完成、校庭人工芝工事終了、校舎改修工事終了
- 2010年（平成22年）1月23日 - 昭和学院創立70周年を迎える
- 2010年（平成22年） - 部室棟・改修増築工事完成
- 2011年（平成23年） - 新館増築工事完成
- 2011年（平成23年） - 東日本大震災復旧工事完了
- 2013年（平成25年）4月1日 - 昭和学院秀英高等学校30周年を迎える
- 2013年（平成25年） - 図書館改修工事完了
- 2013年（平成25年） - エアコンの更新、教室テレビの更新、情報処理室の全面改修
- 2014年（平成26年） - 体育館照明LED化、中学棟東側トイレ全面改修、図書館システム化推進（コンピュータ導入）[3]

## 部活動[4]
高校生の部
- 硬式野球部（男子のみ）
- ソフトボール部（女子のみ）
- 新体操部（女子のみ）
- チアダンス部（女子のみ）
- サッカー部（男子のみ）
- バスケットボール部
- バレーボール部
- 柔道部
- 剣道部
- 水泳部
- 卓球部
- 陸上部
- 吹奏楽部
- 将棋部
- 演劇部
- 美術部
- 放送部
- 合唱部
- テニス部
- バドミントン部
- クイズ研究部

中学生の部
- 軟式野球部（男子のみ）
- ソフトボール部（女子のみ）
- 新体操部（女子のみ）
- チアダンス部（女子のみ）
- サッカー部（男子のみ）
- バスケットボール部
- バレーボール部（女子のみ）
- 柔道部
- 剣道部
- 水泳部
- 卓球部
- 陸上部
- 吹奏楽部
- 将棋部
- 演劇部
- 美術部
- 放送部
- 合唱部
- クイズ研究部

## 同好会
高校生の部
- 調理同好会
- 科学同好会
- 天文同好会
- 文芸同好会
- 弦楽同好会
- 書道同好会
- 写真同好会
- ボランティア同好会
- 国際文化研究同好会
- 自然探索同好会
- 軽音楽同好会
- ラクロス同好会（女子のみ）
- ワンダーフォーゲル同好会
- 数学情報研究会

中学生の部
- 調理同好会
- 科学同好会
- 天文同好会
- 文芸同好会
- 弦楽同好会
- 書道同好会
- 写真同好会
- ボランティア同好会
- 国際文化研究同好会
- 自然探索同好会
- 数学情報研究会

## 著名な卒業生
- 宮沢桃子 - 元東海テレビアナウンサー
- 鹿島千穂 - フリーアナウンサー
- 大澤幹朗 - フリーアナウンサー
- 佐藤洋之 - NHKアナウンサー
- 岩野吉樹 - NHKアナウンサー
- JIRO - 特殊メイクアーティスト
- 木村一基 - 日本将棋連盟棋士（九段）、第60期王位
- 知里 - 演歌・歌謡曲歌手
- しみけん - 元AV男優、タレント、実業家
- 是永大輔 - 経営者、アルビレックス新潟元代表
- 野口洋一 - 実業家
- 清水レナ - 実業家
- 満永隆哉 - クリエイター、アーティスト
- 野尻 - お笑い芸人（無尽蔵）

## 交通
1. JR東日本中央・総武線各駅停車「幕張駅」、京成電鉄京成千葉線「京成幕張駅」下車 徒歩20分
2. JR東日本京葉線「海浜幕張駅」下車 徒歩10分
3. 京成バス幕22　海浜幕張駅より4分　　　　昭和学院秀英高校・中学で下車